# Antica diocesi di Århus

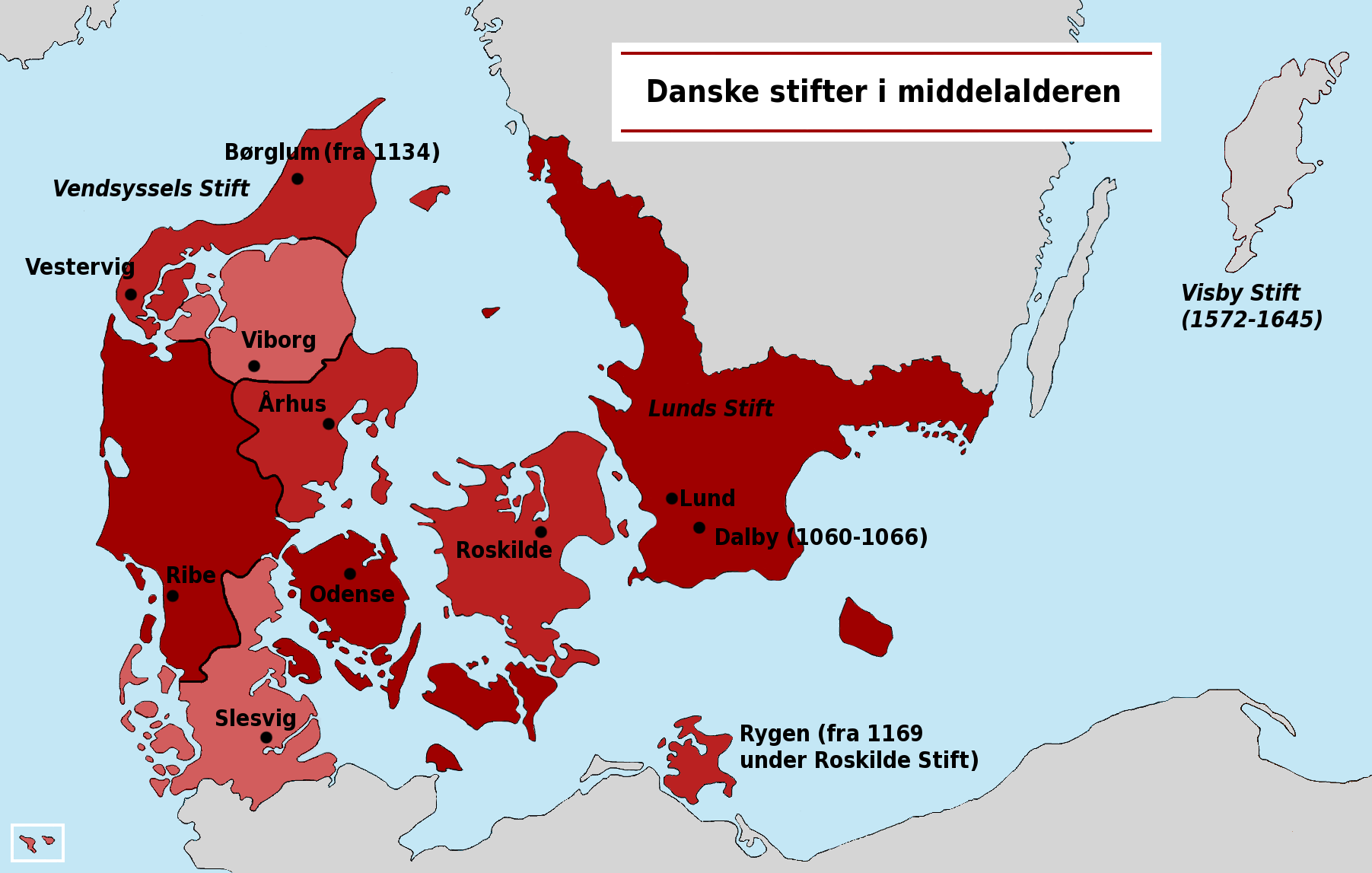
Mappa della provincia ecclesiastica di Lund nel Medioevo.

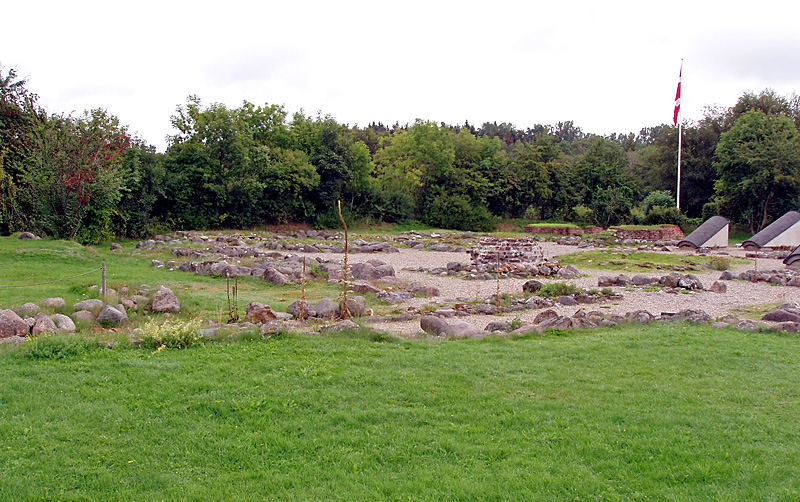
Resti della chiesa dell'abbazia cistercense di Øm, oggi nel comune di Skanderborg.

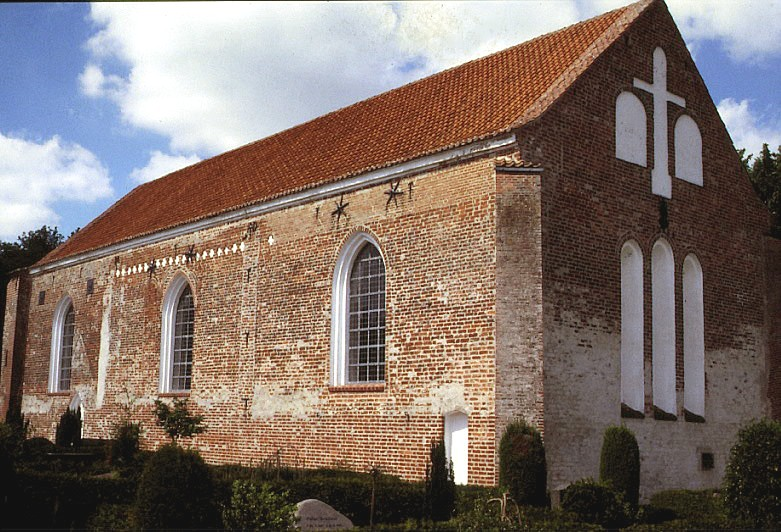
La chiesa di Tvilum, oggi nel comune di Silkeborg, è tutto ciò che resta dell'antico monastero dei canonici agostiniani, fondato verso la metà del XIII secolo.

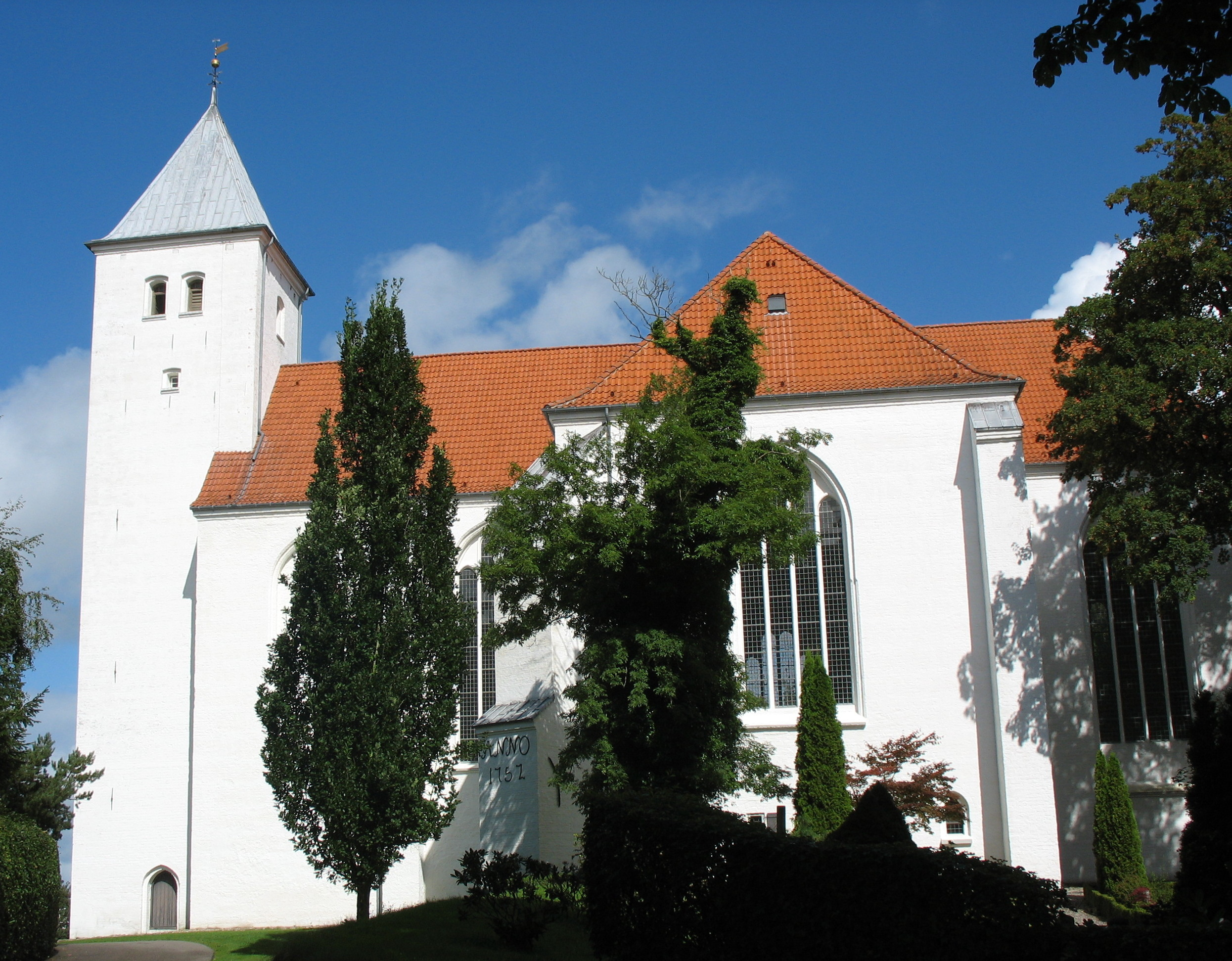
La chiesa del monastero delle brigidine a Mariager, fondato nel 1430, così come è conservata oggi, dopo le ristrutturazioni di fine Settecento che hanno portato alla demolizione di quasi tutto il monastero e di parte della chiesa primitiva.

La diocesi di Århus (in latino Dioecesis Arusiensis) è una sede soppressa della Chiesa cattolica.

## Territorio
La diocesi comprendeva parte dell'attuale regione danese dello Jutland centrale, e precisamente le contee di Aarhus e Randers, le isole di Samsø e di Tunø e, dopo il 1396, parte della contea di Viborg. Era delimitata a nord dalla diocesi di Viborg, a sud e ad ovest dalla diocesi di Ribe e ad est dal mare.
Sede vescovile era la città di Århus, dove fungeva da cattedrale la chiesa di San Clemente.
Al momento della soppressione, la diocesi comprendeva circa 360 parrocchie.

## Storia
La diocesi di Århus fu fra le prime sedi episcopali danesi. Infatti nella prima metà del X secolo la Danimarca si aprì all'opera di evangelizzazione dei missionari tedeschi, dopo che Enrico I di Sassonia ebbe sconfitto il re danese Gnupa nel 934. Il primo vescovo missionario a giungere in quelle terre fu l'arcivescovo di Amburgo-Brema Unni.
Il suo successore Adaldago evangelizzò lo Jutland, erigendo attorno al 948 tre diocesi: Ribe, Haithabu (Schleswig) e Århus. Ad Århus Adaldago consacrò il vescovo missionario, Reginbrand. Con la rivolta dei Vendi, la Danimarca ebbe a soffrire per un tentativo di restaurazione del paganesimo, favorito dal re Sven Barba Forcuta (986-1014). Questo causò un periodo di sede vacante nella giovane diocesi di Århus, che fu unita a quella di Ribe dopo la morte di Reginbrand.
La sede fu restaurata dopo il 1050 e attorno al 1060, con la nascita delle diocesi di Børglum e di Viborg, furono definiti anche i suoi limiti territoriali.
Originariamente suffraganea dell'arcidiocesi di Amburgo-Brema, nel 1104 Århus entrò a far parte della provincia ecclesiastica dell'arcidiocesi di Lund.
Nel 1201 il vescovo Peder Vognsen iniziò la costruzione della cattedrale dedicata a San Clemente, che fu ultimata nel 1263. La costruzione fu possibile grazie alle offerte raccolte dalla devozione popolare verso il beato Niels, figlio del re Canuto Magnussen, che era sepolto nel cimitero della chiesa di Sant'Olaf.
Diversi erano i monasteri e i conventi religiosi della diocesi. I benedettini avevano dei monasteri a Esbenbeek, a Voer, ad Alling e a Veierlov; i canonici regolari di Sant'Agostino risiedevano a Tvilum, e i cistercensi a Om, la cui abbazia fu fondata durante l'episcopato di Svend; ad Århus esisteva una certosa. Nel 1412 fu fondata a Mariager un convento dell'ordine di Santa Brigida, che era una delle più ricche del regno danese.
L'ultimo vescovo in comunione con la Santa Sede, Ove Bille, fu deposto nel 1536 e morì il 10 aprile 1555.

## Cronotassi dei vescovi
- Reginbrand † (948 - 988 deceduto)
  - Sede soppressa
- Christiern † (1060 - 1075)
- Ulkil † (1102 - ?)
- Illuge † (? - 4 giugno 1134 deceduto)
- Eskil † (1135 - ?)
- Svend † (1166 - 30 ottobre 1191 deceduto)
- Peder Ingwari † (1192 - 1198)
- Peder Vognsen † (prima del 23 settembre 1198 - dopo il 14 novembre 1203 deceduto)
- Skjalm Vognsen † (1204 - 1214/1215 deceduto)
- Ebbe (Scialov ?) † (prima del 13 maggio 1216 - prima del 13 luglio 1224 dimesso)
- Peder Elafsen† (? - 1245/1246 deceduto)
- Peder Ughoetsen † (? - 1260 deceduto)[2]
- Tyge I † (1263 - 23 novembre 1272 deceduto)
- Peder Ingraedson † (14 gennaio 1273 - dopo il 1274 deceduto)
- Tyge II † (prima del 1283 - 1288 deceduto)
- Jens Assersøn (Askersen) † (prima del 12 settembre 1288 - 1º aprile 1306 deceduto)
- Esger Juul † (1306 o 1309 - 15 giugno 1310 nominato arcivescovo di Lund)
- Esger Bonde † (8 maggio 1312 - 1325 deceduto)
- Svend † (1326 - dopo il 1352 deceduto)
- Poul † (circa 1354 - dopo il 1366 deceduto)
- Oluf † (25 giugno 1369 - dopo il 1385 deceduto)
- Jens † (1387 ?)
- Peder Jensen Lodehat † (1387 - 3 luglio 1395 nominato vescovo di Roskilde)
- Bo Mogensen † (8 luglio 1395 - 23 dicembre 1423 deceduto)
- Ulrik Stygge † (23 maggio 1424 - 9 giugno 1449 deceduto)
- Jens Iversen Lange † (12 novembre 1449 - 9 maggio 1482 deceduto)
- Ejler Madsen Bølle † (6 settembre 1482 - 1490 dimesso)
- Niels Clausen † (5 maggio 1490 - 1520 dimesso)
- Ove Bille (Bilde) † (8 agosto 1520 - 10 aprile 1555 deceduto)